# Geranomyia banksiana
Geranomyia banksiana är en tvåvingeart som först beskrevs av Alexander 1939.  Geranomyia banksiana ingår i släktet Geranomyia och familjen småharkrankar.
Artens utbredningsområde är Kuba. Inga underarter finns listade i Catalogue of Life.